# أيت صواب
أَيْت صواب من قبائلِ سُوسٍ الشلحيةِ وموطنُهم في غربيِّ جبال الأطلس الصغير. دَرَج جيرانُهم السَّمْلاليون والنَّضِيفيون على تسميتِهمُ الجَبَلِيِّينَ («إِبُدْرَارَن») لارتفاع مُستقَرِّهم من الجبال التي يسكنونها معهم. بلغت عِدَّةُ الصوابيين سنة 1368 هـ نحوَ 22٬800 نفسا. معظم بلادهم اليومَ منقسمة على جماعات قروية ثلاثٍ بلغت عدتهم فيها 12٬422 نفسًا (سنة 1435) وهي من الجنوب إلى الشمال جماعةُ تَنَالت، فجماعة أَوْكَنْز، فجماعة تَارُكَانْ تُوشْكَا، كلُّها في إقليم شتوكة أيت باها. وهم ليسوا على الأصحِّ قبيلةً واحدة بل هي اتحاد قبائلُ، وقيل هي في كل حال بضعُ عشرةَ قبيلة.